# Машево (Мазовецьке воєводство)
Машево (пол. Maszewo) — село в Польщі, у гміні Стара Біла Плоцького повіту Мазовецького воєводства.
Населення — 519 осіб (2011).
У 1975-1998 роках село належало до Плоцького воєводства.

## Демографія
Демографічна структура станом на 31 березня 2011 року:
|          | Загалом | Допрацездатний вік | Працездатний вік | Постпрацездатний вік |
| -------- | ------- | ------------------ | ---------------- | -------------------- |
| Чоловіки | 249     | 65                 | 166              | 18                   |
| Жінки    | 270     | 65                 | 164              | 41                   |
| Разом    | 519     | 130                | 330              | 59                   |